# Abdurrahman Mustafa

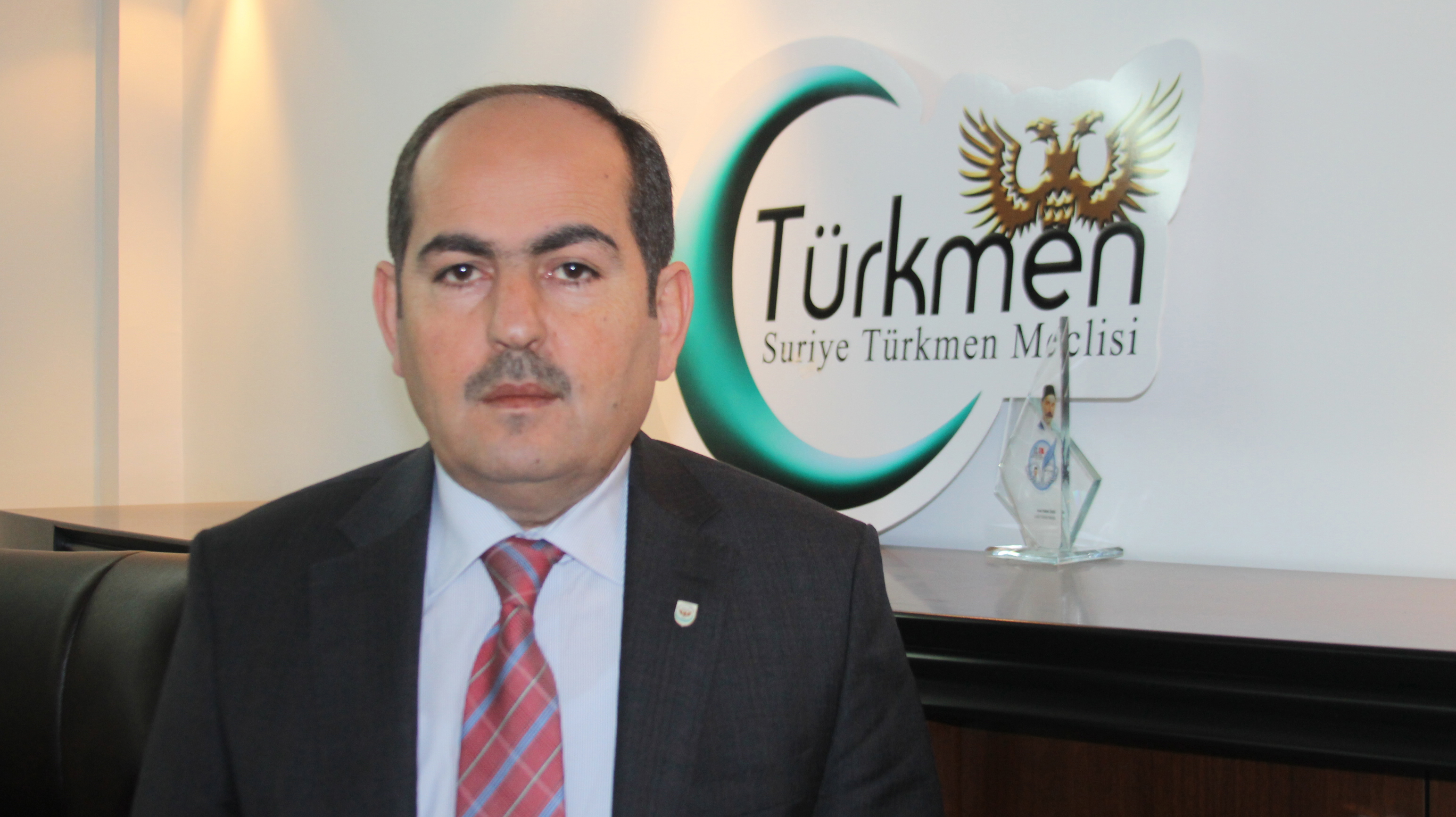
Abdurrahman Mustafa

Abdurrahman Mustafa (arabisch عبد الرحمن مصطفى; * 1. Januar 1964 in Dscharābulus, Syrien) ist ein turkmenisch-syrischer Politiker. Seit 2019 ist er Ministerpräsident der Syrischen Übergangsregierung.

## Leben
Abdurrahman Mustafa wurde 1964 in Dscharābulus in der Provinz Aleppo in Syrien, als Sohn turkmenischer Eltern, die ein einfaches Leben führten, geboren. Mustafa legte seine Grund- und Mittelschulausbildung in Aleppo ab und erlangte einen Abschluss in Wirtschaftswissenschaften an der Universität Aleppo. Anschließend war er ab 1988 im Ausland tätig. So war er von bis 1992 als Dienstkraft und Übersetzer in einer türkischen Firma in Libyen eingesetzt. Daraufhin war er bis 1995 in der Türkei, Bulgarien und Saudi-Arabien freiberuflich tätig. Ab 1996 arbeitete er bei der Firma Özköseoğlu, bis er mit dem Beginn des Syrischen Bürgerkrieges seine Karriere abbrach und nach Syrien zurückkehrte.
2012 beteiligte sich Mustafa aktiv, vor allem in der Provinz Aleppo, an der organisierten Teilnahme der Turkmenen im Syrischen Bürgerkrieg. Er war ein Gründungsmitglied des Turkmenischen Forums in Syrien, das den ersten institutionellen Erfolg der syrischen Turkmenen darstellte. Zudem gründete er 2013 die Institution mit, die dem Syrisch-Turkmenischen Rat vorausging. Die Gründung des Syrisch-Turkmenischen Rates wurde maßgeblich vom türkischen Präsidenten Recep Tayyip Erdoğan unterstützt und gesponsort. In der ersten Sitzung der Generalversammlung des Syrisch-Turkmenischen Rates, wurde er zum Vizepräsidenten gewählt. In der zweiten Sitzung der Generalversammlung, im Mai 2014, wurde er zum Oberhaupt des Rates gewählt, und wurde somit zum legitimen Repräsentanten der Turkmenen in Syrien. Seit 2016 ist er ein einfaches Mitglied des Rates und setzt sich immer wieder für die Rechte der Turkmenen in Syrien ein.
Nach der Erweiterung der Nationalkoalition syrischer Revolutions- und Oppositionskräfte (SNC) trat der Syrisch-Turkmenischen Rat mit sieben Mitgliedern, darunter Mustafa, der Koalition bei. Im Mai 2017 wurde Mustafa zum Vizepräsidenten des SNC gewählt. Im Februar 2018 wurde er Präsident des SNC, da sein Vorgesetzter Riad Seif, aufgrund von Unstimmigkeiten mit Mustafa, aus dem Präsidentenamt schied. Im Mai 2019 gewann Mustafa eine weitere Wahl zum Präsidenten und wurde somit im Amt bestätigt.
Im September 2019 wurde er mit Hilfe der Türkei Präsident der Syrischen Übergangsregierung (SIG), als Nachfolger von Jawad Abu Hatab. Eigentlich hätte er somit aus dem Präsidentenamt im SNC ausscheiden müssen, da er sich aber weigerte, wurde die SNC-Verfassung geändert und er konnte im Amt bleiben. Die Mitglieder des SNC versuchten zweimal, Mustafa aus dem SIG-Vorsitz zu entfernen, beide Versuche scheiterten jedoch durch türkische Interventionen.

## Privates
Mustafa ist verheiratet und hat drei Kinder, Serdar, Ayhan und Caner. Er spricht Arabisch, Englisch und Türkisch.